# Bensodiazepiner
Bensodiazepiner eller bensodiazepinderivat är en grupp ataraktika, det vill säga lugnande medel, som upptäcktes av en slump i början på 1960-talet vid ett laboratorium på läkemedelsbolaget Roche. I Sverige introducerades bensodiazepiner i mitten på 1960-talet som ett alternativ till barbiturater. En av de av media mest uppmärksammade bensodiazepinerna genom åren är Rohypnol (flunitrazepam).
Den i Sverige mest vanliga receptutskrivna formen av bensodiazepiner är oxazepam. Bensodiazepiner är beroendeframkallande men all användning av bensodiazepiner leder inte till ett beroende eller missbruk; risken för beroende och missbruk ökar med mängden och frekvensen av användningen. Även vid terapeutiska doser som noga övervakas av läkare kan bensodiazepiner ge upphov till ett beroende.

## Effekter
Bensodiazepiner kan ha flera olika effekter:
| - Muskelavslappnande - Ångestdämpande - Sövande | - Behandling av panikångest - Motverkar kramper, status epilepticus och spasmer - Sänker andningsfrekvens, blodtryck och puls. |

Effekterna hör samman med att läkemedlet binder till en regulatorisk domän på en receptor (GABAA-receptorn) för neurotransmittorn GABA (4-aminobutansyra eller gammaaminosmörsyra) i centrala nervsystemet. Detta leder till ett ökat inflöde av kloridjoner vilket hyperpolariserar nervcellen.
Bakgrunden till symtomen och deras varierande karaktär är det faktum att bensodiazepiner verkar på ett flertal receptorer, som återfinns på celler med vitt skilda funktioner i kroppen. Bensodiazepiner verkar genom att öka permeabiliteten av ligandstyrda jonkanaler, så att celler, framför allt nervceller, blir mindre lättretliga. Detta är bakgrunden till deras lugnande effekt. Receptorerna som de verkar på återfinns dock på fler andra celler, som inte är relaterade till de områden som bensodiazepinernas används för. Toleransuppbyggnad sker dessutom på olika sätt, under olika tidsramar, för de olika receptorerna, vilket bidrar till komplexiteten vid toleransuppbyggnad och återställning till normal funktion vid avvänjning.
Olika preparat har olika affinitet för kroppens olika receptorer, samt har olika halveringstid. Detta bidrar dels till att påverka hur de verkar, men också hur toleransnivån och bieffekter ser ut. I allmänhet rekommenderas preparat med lång halveringstid för avvänjning, eftersom man på så vis kan undvika stora förändringar i läkemedelsnivå i blodet, vilket ökar obehag relaterade till nedtrappning.

## Läkemedel
Idag har nästan all användning av barbiturater upphört till förmån för bensodiazepinerna. Bensodiazepinderivat förekommer i tre olika läkemedelsgrupper i FASS: Lugnande medel (ataraktika), sömnmedel och antiepileptika (medel som används mot epilepsi).
Lugnande medel, ataraktika
- Diazepam (Apozepam, Stesolid, tidigare bl.a. Valium)
- Oxazepam (Oxascand, Sobril)
- Lorazepam (Temesta)
- Alprazolam (Xanor)
- Klordiazepoxid (Librium)

Sömnmedel och lugnande medel
- Nitrazepam (Apodorm, Mogadon)
- Flunitrazepam (Tidigare bl.a. Flunitrazepam och Rohypnol. Medlet är helt avregistrerat i Sverige)
- Triazolam (Halcion)
- Midazolam (Dormicum)

Antiepileptika
- Klonazepam (Iktorivil)
- Klobazam (Frisium)

Dessutom finns under sömnmedel ett antal bensodiazepinbesläktade medel, nämligen zopiklon, zolpidem och zaleplon.

## Tolerans
Vid behandling med bensodiazepiner kommer till slut tolerans att utvecklas, det vill säga en större mängd läkemedel krävs för att uppnå den ursprungliga effekten. Tolerans utvecklas mot många av de terapeutiska effekterna av bensodiazepiner om de används dagligen. Tolerans mot den hypnotiska och sedativa effekterna uppträder generellt inom några dagar medan tolerans mot den ångestdämpande effekten av bensodiazepiner tar längre att utveckla. Bensodiazepiner fordrar därför en lång utsättning. Risken för biverkningarna i form av missbruk och beroende är ett uppenbart problem även vid legal förskrivning.

## Långsiktiga effekter
Till långsiktiga effekter av bruk av bensodiazepiner har negativa effekter på kognitiv förmåga, samt på fysisk och psykisk hälsa. Det finns betydande risker som är associerade till långtidsanvändande av bensodiazepiner, även om problemen skiljer sig kvalitativt och kvantitativt från individ till individ.
Avvänjning från och minskning av bensodiazepinbruk är relaterad till en kortsiktig ökning av biverkningar samt stegring av de symptom man sökt att minska, men dessa problem minskar med tiden. Det finns även vetenskapliga belägg för att vissa problem, däribland ångest, minskar i omfattning efter avvänjning från bensodiazepiner.
Studier har visat att lång tids användande av bensodiazepiner leder till psykologiska och fysiologiska problem, som depression och influensaliknande tillstånd.[källa behövs] Dessa förvärras ofta under dosnedtrappning, vilket försvårar avvänjning. Därför rekommenderas alltid en långsam nedtrappning av bensodiazepiner och nära relaterade preparat.

## Missbruk
Det förekommer såväl beroende som missbruk av bensodiazepiner och benämningar som förekommer är benso och benzo för bensodiazepiner. Dessa benämningar förekommer emellanåt även inom sjukvården. Bensodiazepiner används som lugnande, för att ge en känsla av lugn, ångestlöshet och mod.
Hos i synnerhet blandmissbrukare och personer som administrerar det intravenöst förekommer uppgifter om eufori av bensodiazepiner, vilket också gäller individuellt predisponerade personer. Detta är en av de paradoxala effekterna som bensodiazepiner ibland ger. Andra är hallucinationer, aggressivitet, impulsivitet, våldsamhet, med mera, som snarare uppkommer när de uppkommer tidigt under behandlingen, eftersom det  främst gäller vissa predisponerade individer, men också vid kombination med andra droger. Dock kan en del sådana effekter också uppstå av höga doser eller som utsättningsbesvär. Våldsamhet kan dock också bli effekten om bensodiazepiner missbrukas med alkohol.
Bensodiazepiner är vanliga vid blandmissbruk med alkohol och andra droger. Bensodiazepiner ingår tillsammans med tiamin som en central komponent i abstinensbehandling, vardagligt kallat avgiftning, vid alkoholberoende där den kramphämmande och ångestlindrande effekten eftersträvas. Dock kan intag av bensodiazepiner med samtidigt alkoholintag vara farligt då etanol (alkohol) starkt förstärker den lugnande effekten med andningsdepressiv biverkning som följd. En studie från 1997 har visat att en tredjedel till hälften av alla som regelbundet tar amfetamin också har recept på bensodiazepiner, vilket dock också sammanfaller med blandmissbruk. Narkotikaklassning är ett medel för att minska tillgängligheten och således missbruket av bensodiazepiner.